# كمونية
الكمونية هو طبق تونسي اصيل و يعبر عن الذغكرة الشعبية التونسية.

## المكونات
تختلف طريقة إعداد الكمونية التونسية من منطقة لأخرى، ويمكن أن تحتوي على المكونات التالية:
- لحم خروف، كبدة، قلب، وكلاوي
- زيت الزيتون
- بصل
- ثوم
- طماطم
- فلفل أحمر مرحي
- فلفل أسود
- ملح
- تابل (خليط بهارات)
- كمون